# Бьорнсен, Сэйди
Сэйди Мёубет Бьорнсен (англ. Sadie Maubet Bjornsen, род. 21 ноября 1989 года, Омак, Оканоган, Вашингтон, США) — американская лыжница, бронзовый призёр чемпионата мира 2017 года в командном спринте, призёр этапов Кубка мира. Старшая сестра лыжника Эрика Бьорнсена.
В Кубке мира Бьорнсен дебютировала в феврале 2011 года, в декабре того же года первый раз в карьере попала в тройку лучших на этапе Кубка мира, в командном спринте. Лучшим достижением Бьорнсен в общем итоговом зачёте Кубка мира является 6-е место в сезоне 2017/18.
За свою карьеру принимала участие в пяти подряд чемпионатах мира (2011, 2013, 2015, 2017 и 2019). Лучшее достижение — бронза в командном спринте в 2017 году.
Участница Олимпийских игр 2014 и 2018 годов. Лучшее достижение — пятое место в эстафете на Играх 2018 года.
Использует лыжи производства фирмы Fischer.